# استبان مونوز
استبان مونوز (انگلیسی: Esteban Muñoz؛ زادهٔ ۲۷ دسامبر ۱۹۸۴) بازیکن فوتبال اهل اسپانیا است.